# Christian af Slesvig-Holsten-Sønderborg-Glücksborg
Christian af Slesvig-Holsten-Sønderborg-Glücksborg (født 19. juni 1627, død 17. november 1698) var en af de mange afdelte sønderborgske hertuger. Han var hertug af Slesvig-Holsten-Sønderborg-Glücksborg fra 1663 til 1698.
Han var søn af hertug Philip af Slesvig-Holsten-Sønderborg-Glücksborg og Sophie Hedvig af Sachsen-Lauenburg. Ved faderens død i 1663 arvede han som ældste overlevende søn faderens lille hertugdømme omkring Glücksborg Slot i Angel. Han blev efterfulgt som hertug af sin søn Philip Ernst.

## Ægteskaber og børn
Hertug Christian giftede sig første gang den 13. september 1663 i Wolfenbüttel med hertuginde Sibylle Ursula af Braunschweig-Wolfenbüttel (1629–1671), datter af hertug August 2. af Braunschweig-Wolfenbüttel. I ægteskabet blev der født to børn.
Hertug Christian giftede sig anden gang den 10. maj 1672 i Plön med prinsesse Agnes Hedvig af Slesvig-Holsten-Sønderborg-Plön (1640-1698), datter af hertug Joachim Ernst af Slesvig-Holsten-Sønderborg-Plön og prinsesse Dorothea Augusta af Slesvig-Holsten-Gottorp. I ægteskabet blev der født syv børn.

## Eksterne links
- Hans den Yngres efterkommere